# Siphlonisca
Siphlonisca is een geslacht van haften (Ephemeroptera) uit de familie Siphlonuridae.

## Soorten
Het geslacht Siphlonisca omvat de volgende soorten:
- Siphlonisca aerodromia